# Горки (Спасский район, Рязанская область)
Горки — деревня в Спасском районе Рязанской области. Входит в Панинское сельское поселение

## География
Находится в центральной части Рязанской области на расстоянии приблизительно 3 км на запад по прямой от районного центра города Спасск-Рязанский на левобережье Оки.

## История
Отмечалась еще на карте 1797 года. На карте 1850 года показана как поселение с 4 дворами. В 1859 году здесь (тогда деревня Уродово Спасского уезда Рязанской губернии) было учтено 4 двора, в 1897 — 17.

## Население
Численность населения: 17 человек (1859 год), 77 (1897), 62 в 2002 году (русские 97 %), 35 в 2010.